# Вулиця Незалежності України (Рига)
Вулиця Незале́жності Украї́ни (латис. Ukrainas neatkarības iela) — невелика вулиця в Ризі, розташована в Центральному районі Риги / «тихому центрі» (в «посольському районі», де розташована більшість зарубіжних представництв). Проходить від парку Кронвалда до вулиці Миколи Реріха. Була виділена зі складу вулиці Антоніяс у березні 2022 року як невійськовий протест проти вторгнення Росії в Україну.
Цей район Риги включено до списку Світової спадщини ЮНЕСКО.

## Історія
Раніше була частиною вулиці Антоніяс, а в березні 2022 року влада Риги утворила нову вулицю як акт «підтримки героїчної боротьби українського народу проти військових дій, розв'язаних Російською Федерацією на території України».

## Примітні будівлі

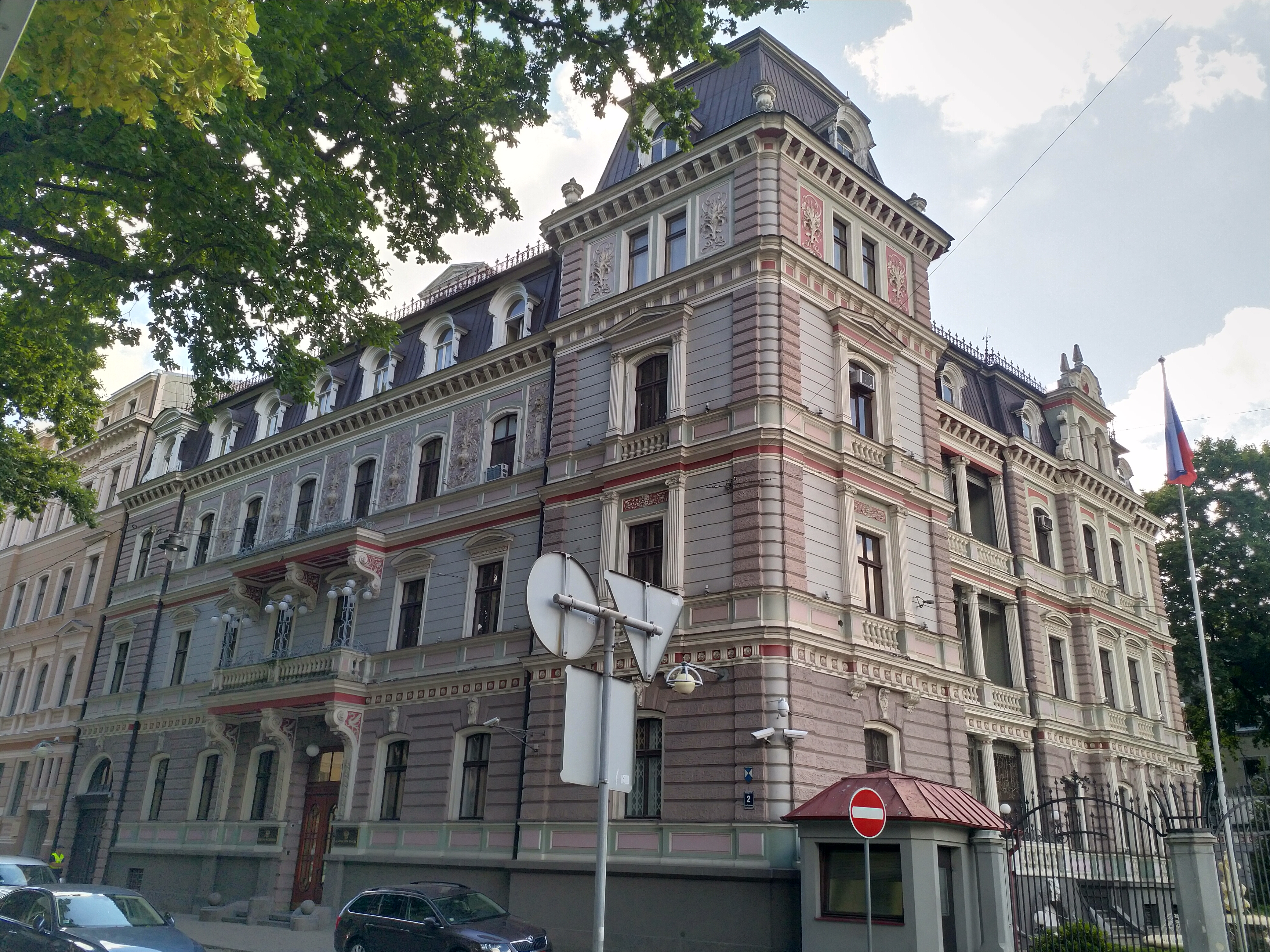
Посольство Росії у будинку на вул. Незалежності України, 2

- Будинок № 1 — Побудований у 1875 році за проектом Генріха Шеля. З 1945 тут розташовувався Центральний Комітет комсомолу Латвії, в 1950-ті роки — Державне спеціальне конструкторське бюро сільськогосподарського машинобудування «ГСКБ», в 1957 році, що переїхало за місто (Рамава). З 1957 року тут розташований Музей історії медицини імені Паула Страдиня — один із найбільших музеїв медицини у світі. В експозиції представлено розвиток медицини та фармацевтики з найдавніших часів. Окремий розділ присвячений історії медицини Латвії [3] [4]. Наприкінці травня в Музеї медицини відбуваються щорічні заходи, присвячені Дню вулиці Миколи Реріха[3].
- Будинок № 2 — Посольство Росії в Латвії. Відразу після Другої світової війни тут перебувало Міністерство культури Латвійської РСР, дирекція Державної філармонії та інші значущі громадські організації[4]. З 1960 року там працював Республіканський Дім народної творчості імені Еміля Мелнгайліса та науково-методичний центр. У ті роки тут розміщувалося і Міністерство закордонних справ Латвійської РСР.